# Unionville (Míchigan)
Unionville es una villa ubicada en el condado de Tuscola en el estado estadounidense de Míchigan. En el Censo de 2010 tenía una población de 508 habitantes y una densidad poblacional de 208,88 personas por km².

## Geografía
Unionville se encuentra ubicada en las coordenadas 43°39′13″N 83°28′2″O / 43.65361, -83.46722. Según la Oficina del Censo de los Estados Unidos, Unionville tiene una superficie total de 2.43 km², de la cual 2.43 km² corresponden a tierra firme y (0%) 0 km² es agua.

## Demografía
Según el censo de 2010, había 508 personas residiendo en Unionville. La densidad de población era de 208,88 hab./km². De los 508 habitantes, Unionville estaba compuesto por el 97.64% blancos, el 0% eran afroamericanos, el 0% eran amerindios, el 0.2% eran asiáticos, el 0% eran isleños del Pacífico, el 0.79% eran de otras razas y el 1.38% pertenecían a dos o más razas. Del total de la población el 2.95% eran hispanos o latinos de cualquier raza.